# 중구 (1988년 서울 선거구)
중구는 대한민국의 옛 국회의원 선거구였다. 당시 서울특별시 중구 전체를 관할했다.

## 역사
소선거구제로 회귀한 1988년 제13대 총선을 앞두고 기존의 종로구·중구 선거구에서 종로구와 분리되면서 신설되었다.
2016년 제20대 국회의원 선거를 앞두고 중구 선거구가 인구 하한선 밑으로 내려감에 따라 성동구 갑·성동구 을과 통합 개편되어 성동구의 금호동과 옥수동을 편입해 중구·성동구 을로 개편됐다.

## 관할 구역
| 대수      | 관할 구역 |
| --------- | --------- |
| 13대~19대 | 중구 일원 |

## 역대 국회의원
| 선거   | 정당 | 정당         | 의원   |
| ------ | ---- | ------------ | ------ |
| 1988년 |      | 평화민주당   | 정대철 |
| 1992년 |      | 민주당       |        |
| 1996년 |      | 신한국당     | 박성범 |
| 2000년 |      | 새천년민주당 | 정대철 |
| 2004년 |      | 한나라당     | 박성범 |
| 2008년 |      | 한나라당     | 나경원 |
| 2012년 |      | 민주통합당   | 정호준 |

## 역대 선거 결과

### 대한민국 제13대 국회의원 선거
|  | 39.58% |

|  | 28.59% |

|  | 21.45% |

|  | 9.25% |

|  | 0.86% |

|  | 0.24% |

### 대한민국 제14대 국회의원 선거
|  | 53.32% |

|  | 42.08% |

|  | 4.58% |

### 대한민국 제15대 국회의원 선거
|  | 52.93% |

|  | 43.01% |

|  | 3.53% |

|  | 0.51% |

### 대한민국 제16대 국회의원 선거
|  | 49.05% |

|  | 44.69% |

|  | 2.32% |

|  | 1.83% |

|  | 1.50% |

|  | 0.58% |

### 대한민국 제17대 국회의원 선거
|  | 45.93% |

|  | 29.98% |

|  | 17.95% |

|  | 3.88% |

|  | 0.91% |

|  | 0.48% |

|  | 0.40% |

|  | 0.27% |

|  | 0.16% |

### 대한민국 제18대 국회의원 선거
|  | 46.07% |

|  | 27.60% |

|  | 20.55% |

|  | 2.93% |

|  | 2.16% |

|  | 0.66% |

### 대한민국 제19대 국회의원 선거
|  | 50.27% |

|  | 46.32% |

|  | 1.79% |

|  | 1.60% |

## 같이 보기
- 서울 중구의 국회의원